# Libertad Blasco Ibáñez
Libertad Blasco-Ibáñez Blasco (Valencia, 1895-1988) fue una guionista, escritora y exiliada española.
Es la primera mujer española en llevar el nombre Libertad, elegido por su padre, Vicente Blasco Ibáñez, inspirado en el lema de la revolución francesa. Estuvo casada con Fernando Llorca, y se exilió tras la guerra civil española.
Exiliada en México, guionizó la adaptación cinematográfica de la novela La Barraca, que en 1946 obtuvo 10 premios Ariel, entre ellos el de mejor guion adaptado.
Volvió a Valencia durante tres días en la década de 1960, para visitar a su hermano enfermo y pudo establecerse en España una vez terminada la dictadura.